# Cumnock, Skottland
Cumnock är en ort i Storbritannien.   Den ligger i kommunen East Ayrshire och riksdelen Skottland, i den centrala delen av landet, 500 km nordväst om huvudstaden London. Cumnock ligger 115 meter över havet och antalet invånare är 9 189.
Terrängen runt Cumnock är huvudsakligen platt, men norrut är den kuperad. Cumnock ligger nere i en dal. Runt Cumnock är det ganska tätbefolkat, med 116 invånare per kvadratkilometer. Cumnock är det största samhället i trakten. Trakten runt Cumnock består i huvudsak av gräsmarker.